# تاتا سیمونیان
تاتا سیمونیان (ارمنی: Թաթա Սիմոնյան؛ زادهٔ ۸ اکتبر ۱۹۶۲) یک خواننده موسیقی پاپ اهل ارمنستان است. و در سطح گسترده در میان جماعت ارمنیان پراکنده شناخته شده است.
سیمونیان عنوان هنرمند افتخاری ارمنستان در سال ۲۰۰۶ میلادی را دریافت نمود و برای عنوان «پادشاه پاپ» در مسکو در سال ۲۰۰۸ نامزد شده بود. وی تا به امروز اجراهایی در ایالات متحده، کانادا، استرالیا، هلند، بلژیک، بریتانیا، فرانسه، اسپانیا، یونان، خاورمیانه و ۴۵ شهر در روسیه داشته است. وی همچنین در چندین فیلم تلویزیونی نیز ایفای نقش نموده است.

## آلبوم‌ها
- ۱۹۹۷ - Tata & Asbarez
- ۱۹۹۸ - Te ach, te dzakh
- ۱۹۹۹ - Ov e na
- ۲۰۰۰ - Vakhenum em vor kases che (From LA Assumption)
- ۲۰۰۱ - Shaba-daba-dash
- ۲۰۰۳ - Andzrev e yekel
- ۲۰۰۳ - Yerekon idjav
- ۲۰۰۶ - Tevavor qaminer
- ۲۰۰۹ - Amenalave du es
- ۲۰۱۱ - One and Only

## فیلم تلویزیونی
- ۱۹۹۶ - Our Yard[۶]
- ۱۹۹۸ - Our Yard 2[۶]
- ۲۰۰۳ - Star of Love
- ۲۰۰۵ - Our Yard 3[۷]

## جوایز و افتخارات
وی برندهٔ جوایزی همچون هنرمند افتخاری جمهوری ارمنستان شده‌است.